# マリオン・カール
マリオン・ユージーン・カール（Marion Eugene Carl、1915年11月1日 - 1998年6月28日）は、アメリカ合衆国海兵隊のパイロットである。第二次世界大戦の太平洋戦線で18.5機の撃墜数を記録し、戦後はアメリカ海軍の超音速実験機のテストパイロットを務め、多くの速度記録を樹立した。最終階級は少将。
オレゴン州ヒューバード近くの農場で生まれた。オレゴン州立大学で工学を学ぶかたわら、飛行を学んだ。1939年に海軍に召集され、米国海兵隊のパイロットとなった。実戦に参加したのは1942年6月4日のミッドウェー海戦からで、零戦1機を撃墜したとされる。その後ガタルカナル島の戦いで1度は撃墜されたが、16.5機を撃墜した。第二次世界大戦で18.5機を撃墜し、アメリカ合衆国の7番目の撃墜数を記録した。ガタルカナル島での戦果には、日本海軍のエース笹井醇一中尉の撃墜を含む。

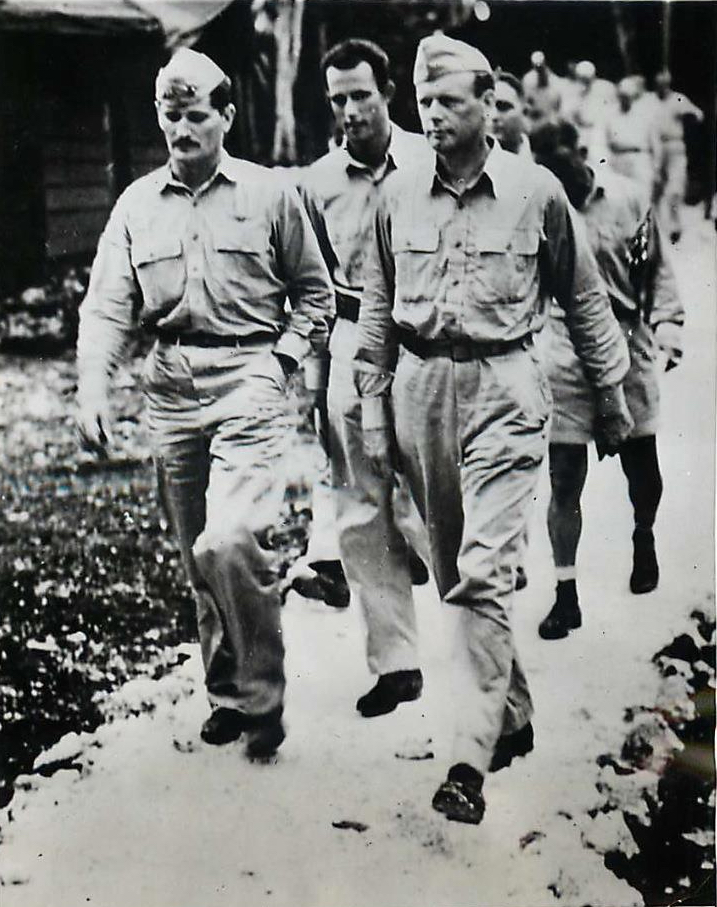
1944年、太平洋の戦いで海兵隊を訪ねてきた折のチャールズ・リンドバーグと海兵隊撃墜王ら。左からジョー・フォス大佐 (en)、 マリオン・カール大佐、リンドバーグ

1945年にテストパイロットの訓練を受け、航空母艦からのジェット機の運用の試験を行い、後に海兵隊最初のジェット機部隊の指揮官となった。海兵隊で、最初のヘリコプターの操縦も行った。1947年に、遷音速実験機D-558-I スカイストリークのパイロットの1人に選ばれ、1947年8月26日1067km/hの速度記録を樹立したが、10月にはチャック・イェーガーの操縦するX-1によって記録は更新された。1953年にはダグラス D-558-2 スカイロケットで83,000フィートの高度記録を樹立した。
ベトナム戦争では海兵隊の航空部門を指揮し、1973年に退役した。
1998年6月、故郷オレゴン州のローズバーグ近郊の自宅に於いて、強盗目的で侵入した19歳の少年によりショットガンで射殺された。